# The Faculty
The Faculty (bra: Prova Final; prt: Mistério na Faculdade) é um filme estadunidense de 1998, dos gêneros ficção científica, ação e terror, dirigido por Robert Rodriguez, com roteiro de Kevin Williamson, David Wechter e Bruce Kimmel.
O filme ganhou um culto de seguidores desde seu lançamento, com alguns críticos notando-o como subestimado no catálogo de Rodriguez.

## Sinopse
Um grupo de estudantes luta para libertar a escola de invasores alienígenas que se apossam dos corpos das pessoas.

## Elenco
- Elijah Wood - Casey Connor
- Jordana Brewster - Delilah Profitt
- Clea DuVall -  Stokely 'Stokes' Mitchell
- Laura Harris - Marybeth Louise Hutchinson
- Josh Hartnett - Zeke Tyler
- Shawn Hatosy -  Stan Rosado
- Salma Hayek - enfermeira Rosa Harper
- Famke Janssen - Elizabeth Burke
- Bebe Neuwirth - diretora Valerie Drake
- Robert Patrick - treinador Joe Willis
- Daniel von Bargen - John Tate
- Usher Raymond - Gabe Santora
- Jon Stewart - professor Furlong
- Piper Laurie - Karen Olson
- Christopher McDonald - Frank Connor
- Summer Phoenix - garota do palavrão
- Jon Abrahams - rapaz do palavrão
- Harry Knowles - sr. Knowles

## Trilha sonora
1. "Another Brick in the Wall (Part 2)" - Class of '99
2. "The Kids Aren't Alright" - The Offspring
3. "I'm Eighteen" - Creed
4. "Helpless" - D Generation
5. "School's Out" - Soul Asylum
6. "Medication" - Garbage
7. "Haunting Me" - Stabbing Westward
8. "Maybe Someday" - Flick
9. "Resuscitation" - Sheryl Crow
10. "It's Over Now" - Neve
11. "Changes" - Shawn Mullins
12. "Stay Young" - Oasis
13. "Another Brick in the Wall" - Class of '99

## Recepção
O público pesquisado pelo CinemaScore deu ao filme uma nota média de "B" em uma escala de A+ a F. 
No consenso do agregador de críticas Rotten Tomatoes diz que é "derivado de outros suspense de ficção científica". Na pontuação onde a equipe do site categoriza as opiniões da grande mídia e da mídia independente apenas como positivas ou negativas, o filme tem um índice de aprovação de 55% calculado com base em 56 comentários dos críticos. Por comparação, com as mesmas opiniões sendo calculadas usando uma média aritmética ponderada, a nota alcançada é 5,6/10.
Em outro agregador, o Metacritic, que calcula as notas das opiniões usando somente uma média aritmética ponderada de determinados veículos de comunicação em maior parte da grande mídia, tem uma pontuação de 61/100, alcançada com base em 19 avaliações da imprensa anexadas no site, com a indicação de "revisões geralmente favoráveis".